# Fusion for Energy
A Fusion for Energy (Fusão para a Produção de Energia) é um organismo da União Europeia criado em 2007. Com um orçamento de 4 mil milhões de euros para os primeiros dez anos, a sua missão é cooperar com a indústria europeia e organismos de investigação no desenvolvimento e fabrico de componentes de ponta para o projecto de energia de fusão ITER. Ao integrar conhecimentos técnicos de vários quadrantes, a Fusion for Energy permitirá à Europa assumir a liderança mundial na construção de reactores de fusão de demonstração.
Os membros desta empresa comum são os 27 Estados‑Membros da União Europeia (UE), a Euratom (representada pela Comissão) e a Suíça. A sua sede localiza-se em Barcelona, na Espanha.

## Objectivos
A empresa tem como principais objectivos:
- dar a contribuição europeia para o projecto internacional de energia de fusão ITER que será construído em França, em Cadarache;
- preparar a nova geração de reactores de fusão de demonstração mais avançados (DEMO);
- conduzir a cooperação da UE com o Japão no domínio da fusão(Acordo da Abordagem mais Ampla).

## Estrutura
Na empresa:
- cada membro da Fusion for Energy está representado no conselho de administração;
- um director executivo é responsável pela gestão corrente;
- o conselho de administração é assistido por um comité executivo (nomeadamente para a adjudicação de contratos);
- a nível das questões técnicas e científicas, o conselho de administração e o director são assistidos por um painel técnico consultivo.